# Umweltepidemiologie
Die Umweltepidemiologie befasst sich mit den gesundheitlichen Auswirkungen von Umweltfaktoren auf die Bevölkerung oder auf Teile davon. Durch diese allgemeine Betrachtung unterscheidet sie sich von der klinischen Umweltmedizin, deren Gegenstand die Erkrankungen von Einzelpersonen ist.

## Geschichtliche Entwicklung
In den 1950er und 1960er Jahren kam es zu einer Reihe von Massenerkrankungen, die mit der Exposition von Schadstoffen verbunden war. Beispiele sind die Minamata-Krankheit, die Itai-Itai-Krankheit sowie das Phänomen des London Fog. Publikationen wie Silent Spring (Rachel Carson, 1962) lenkten die Aufmerksamkeit auf die Folgen der Umweltverschmutzung. Viele Regierungen erkannten ihre Verpflichtung darauf zu reagieren und trafen sich 1972 zu der Conference on the Human Environment in Stockholm. Bei dieser Gelegenheit wies die WHO erstmals auf die Folgen der Umweltverschmutzung für die menschliche Gesundheit hin.

## Aufgaben
Die Umweltepidemiologie beschäftigt sich mit dem Auftreten von regionalen Häufungen von gleichartigen Krankheitsfällen, sogenannten Clustern. Hier besteht oft der Verdacht, dass diese Häufung durch einen lokal wirkenden Faktor verursacht wird. Wie die oben genannten Beispiele zeigen, bestätigt sich dieser Verdacht manchmal, jedoch keineswegs immer. Auch ohne bekannte äußere Faktoren treten Krankheiten in Clustern auf. Die Vorstellung einer gleichmäßigen Verteilung über die Fläche entspricht nicht der Realität.
Häufiger besteht die Aufgabe der Umweltepidemiologie darin, im Voraus das gesundheitliche Risiko einer bestehenden oder zukünftigen Exposition gegenüber Schadstoffen und anderen Faktoren zu bestimmen. Ein Beispiel neben vielen anderen ist die Studie über langfristige gesundheitliche Wirkungen von Feinstaub in Nordrhein-Westfalen 2002–2005.

## Forschung, Lehre, Praxis
Umweltepidemiologie wird in Deutschland an vielen Universitätsinstituten gelehrt, wie zum Beispiel:
- Abteilung für Hygiene, Sozial- und Umweltmedizin an der Ruhr-Universität Bochum[5]
- Institut und Poliklinik für Arbeits- und Sozialmedizin der Technischen Universität Dresden[6]
- Institut und Poliklinik für Arbeits-, Sozial- und Umweltmedizin an der Ludwig-Maximilians-Universität München[7]

Die praktische Arbeit findet meist im öffentlichen Gesundheitswesen statt, wie zum Beispiel am Landesamt für Natur, Umwelt und Verbraucherschutz Nordrhein-Westfalen oder am Bayerischen Landesamt für Gesundheit und Lebensmittelsicherheit.

## Methoden
Die Umweltepidemiologie arbeitet mit Methoden der Epidemiologie und der Statistik in Bezug auf die Bevölkerung. Ziele dabei sind Expositionsermittlung, Expositionsmonitoring und Risikoabschätzung. Sie steht in enger Beziehung zu natur-, sozial- und umweltwissenschaftlichen Arbeitsrichtungen.
Seit 2020 spielt die Zuordnungsforschung (Attributionsforschung) eine zunehmende Rolle. Mit ihr werden beispielsweise Folgen der Feinstaubbelastung der Krankheitslast von Atemwegserkrankungen zugeordnet und quantifiziert.